# Haut-Ogooué
Haut-Ogooué er den sydøstligste af Gabons ni provinser. Den er opkaldt efter Ogoouéfloden, og har et areal på 36.547 km2. Provinshovedstaden er byen Franceville. Blandt dens hovedindustrier er minedrift, da mangan, guld og uran findes i regionen. Det uranholdige mineral francevillit har fået sit navn fra provinshovedstaden. Den er det historiske hjemsted for tre kulturer, Obamba, fr (Ndzebi) og Téké. Ligesom mange regioner i Afrika har mere traditionel brug af jorden givet plads til migration fra landdistrikterne til de større byer. 
Mod nordøst, øst og syd grænser Haut-Ogooué op til flere departementer i Republikken Congo:
- Cuvette-Ouest – nordøst
- Kuvette – øst
- Plateauer – sydøst
- Lékoumou – syd
- Niari – sydvest

Indenrigs grænser det op til følgende provinser:
- Ogooué-Lolo – vest
- Ogooué-Ivindo – nord

## Departementer
Haut-Ogooué er opdelt i 11 departementer:
- Djoue
- Djououri-Aguilli (Bongoville)
- Lekoni-Lekori (Akiéni)
- Lekoko (Bakoumba)
- Lemboumbi-Leyou (Moanda)
- Mpassa (Franceville)
- Plateauer (Lékoni)
- Sebe-Brikolo (Okondja)
- Ogooué-Létili (Boumang (fr))
- Lékabi-Léwolo (Ngouoni)
- Bayi-Brikolo (Aboumi (fr))